# Gongronella
Gongronella är ett släkte av svampar. Gongronella ingår i familjen Cunninghamellaceae, ordningen Mucorales, divisionen oksvampar och riket svampar.
|             | Cunninghamella                                                                 |
|             |                                                                                |
|             | Chlamydoabsidia                                                                |
|             |                                                                                |
| Gongronella | \| \| Gongronella butleri \| \| \| \| \| \| Gongronella lacrispora \| \| \| \| |
|             | \| \| Gongronella butleri \| \| \| \| \| \| Gongronella lacrispora \| \| \| \| |
|             | Hesseltinella                                                                  |
|             |                                                                                |
|             | Halteromyces                                                                   |
|             |                                                                                |
|             | Gongronella butleri                                                            |
|             |                                                                                |
|             | Gongronella lacrispora                                                         |
|             |                                                                                |

|  | Gongronella butleri    |
|  |                        |
|  | Gongronella lacrispora |
|  |                        |

## Bildgalleri

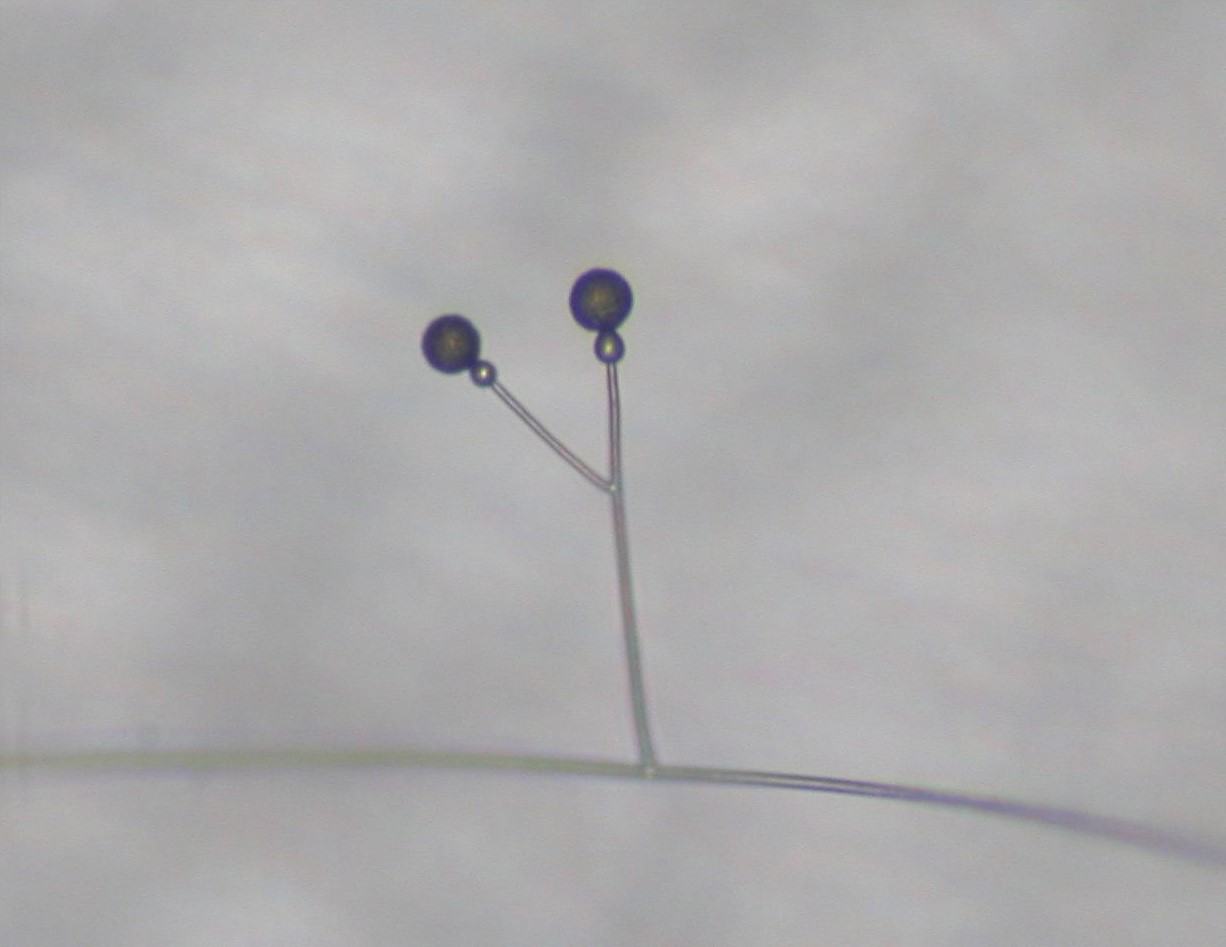